# 日本郵政
日本郵政株式会社（にっぽんゆうせい、英: JAPAN POST HOLDINGS Co.,Ltd.）は、東京都千代田区大手町に本社を置く日本郵政グループの持株会社。日本郵政株式会社法に基づき設立された特殊会社。日本郵政公社の民営化（郵政民営化）に伴い、発足した。現在は総務省が所管する。日経平均株価およびTOPIX Large70の構成銘柄の一つ。
日本郵便、ゆうちょ銀行、かんぽ生命保険などの傘下の事業会社を通じて郵便・物流事業、金融窓口事業・銀行事業、生命保険事業などを行っている。世界企業の売上高ランキングであるフォーチュン・グローバル500によると、売上高は世界第58位（2021年度）。かつUSPS、ドイツポストに次ぐ世界第3位規模の郵便事業体。

## 概要
郵政民営化関連6法の中の日本郵政株式会社法に規定され、郵便事業会社および郵便局会社の発行済み株式の総数を保有し、これらの株式会社の経営管理（支配）を行うこと、ならびにこれらの株式会社の業務の支援を行うことを目的とした特殊会社である。
2007年10月1日に郵政民営・分社化に伴い日本郵政公社は解散した。郵政三事業を含む全ての業務は日本郵政株式会社およびその下に発足する4つの事業会社（郵便局株式会社、郵便事業株式会社（通称：日本郵便）、株式会社ゆうちょ銀行、株式会社かんぽ生命保険）へ移管・分割された。原則として郵便事業会社および郵便局会社の株式は全株保持し続けるものの、ゆうちょ銀行とかんぽ生命保険の株式については民営化実施から10年以内に段階を踏んで全て売却し、グループから完全に分離することとなっている。これは郵貯・簡保が「民業圧迫である」との指摘を受けていたことから、民間と完全に「同じ土俵」に立たせることによって競争状態にする目的がある。
第45回衆議院議員総選挙の結果、民社国連立政権が成立したことで、郵政民営化そのものが見直されることになった。2012年（平成24年）5月、第180回国会で、「郵政民営化法等の一部を改正する等の法律」が成立した（平成24年5月8日法律第30号）。この法律の施行により、2012年（平成24年）10月1日、郵便局株式会社と郵便事業株式会社は統合され「日本郵便株式会社」となった。
2015年（平成27年）11月4日、日本国政府が発行済株式数の11%の株式を市場に売却し、日本郵政は東京証券取引所第一部に上場。同時に日本郵政が保有するゆうちょ銀行とかんぽ生命保険の株式のそれぞれ11%も市場に売却され、子会社2社も東京証券取引所第一部に上場を果たした。
本社社屋の狭小化や分散している拠点の集中などを理由に、2018年（平成30年）をめどに財務省が東京都千代田区大手町に保有している国有財産と、日本郵政が東京都千代田区霞が関に保有している日本郵政ビルを交換することが決定し、交換受財産である日本郵政ビルは環境省等の庁舎として利用されることになった。交換渡財産は、2018年（平成30年）に竣工し、日本郵政グループ各社は本社機能を当該再開発ビルに集約・移転した。

## 沿革

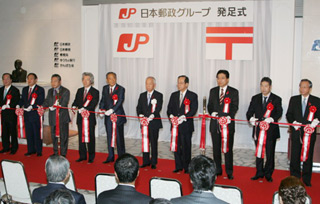
2007年10月1日、日本郵政グループ発足式

- 2005年10月14日 - 郵政民営化関連法可決・成立。
- 2006年
  - 1月23日 - 民営化の企画準備を行う会社として日本郵政株式会社が発足。
  - 9月1日 - 日本郵政の全額出資により、郵便貯金事業の民営化準備会社として株式会社ゆうちょが、郵便保険事業の民営化準備会社として株式会社かんぽがそれぞれ設立される。
- 2007年
  - 9月10日 - 民営化計画が内閣によって承認される。
  - 10月1日 - 郵政事業の民営化が行われる。
    - 日本郵政公社から日本郵政と傘下企業に全ての業務（郵政三事業）が移管され、日本郵政は企画準備会社から移行し、4つの事業会社を持つ持株会社としてグループ経営を開始。
    - 日本郵政の傘下に郵便事業株式会社並びに郵便局株式会社を設立。
    - 株式会社ゆうちょが株式会社ゆうちょ銀行に、株式会社かんぽが株式会社かんぽ生命保険にそれぞれ商号変更。
    - 日本郵政の本社を東京都港区虎ノ門（虎の門三丁目ビルディング）から東京都千代田区霞が関（旧日本郵政公社本社）へ移転。
- 2009年10月20日 - 鳩山由紀夫内閣、郵政民営化の見直しを閣議決定。西川善文が社長辞任の意向を表明。
- 2011年3月11日 - 東日本大震災が発生し、津波で甚大な被害を受けた東北地方を中心にグループ全体で59名が死亡・行方不明となる。
- 2012年10月1日 - 郵便事業株式会社を郵便局株式会社に吸収合併させ日本郵便株式会社として再発足。旧・郵便事業会社の「支店」「集配センター」などと称していた営業拠点も全て「郵便局」に統合、または改称した。
- 2014年4月1日 - 女子陸上部新設[14]。
- 2015年
  - 2月18日 - オーストラリアの物流大手トール・ホールディングスの買収を発表。買収金額は6,200億円[11]。
  - 11月4日 - 東京証券取引所市場第1部に株式上場[2][15]。
- 2016年
  - 6月23日 - さいたまスーパーアリーナにて上場後初の株主総会を開催。
  - 11月27日 - 全日本実業団対抗女子駅伝競走大会にて、リオデジャネイロオリンピックに出場した鈴木亜由子、関根花観らを擁し、創部わずか3年で優勝[16]。
- 2017年
  - 4月25日 - 子会社トール・ホールディングスの「のれん代償却」のため、2016年第4四半期決算で4,003億円の損失を一括計上し、日本郵政の連結最終損益が400億円の赤字に転落、2007年の郵政民営化以来、初の赤字決算となった[17]。
  - 9月 - 株式売出し及び自己株式取得により財務大臣の持株比率が87.98%から63.29%に低下。
  - 11月1日 - 投資子会社で、投資業務や経営及び財務に関するコンサルティング業務等事業を行う日本郵政キャピタル株式会社を設立[18]。資本金15億円。Philosophyは「トータル生活サポート企業として、郵政ネットワークを最大限生かした投資で、地域社会を支援し続けます。我々の目指しているリターンは、全国の皆さまの、より良い生活と明るい未来。わたしたち日本郵政キャピタルは、ライフ・インベストメント・チームです。」。Investment Destinationは、スマートニュース、メルカリ、akippa、フィル・カンパニー、WealthPark、Sansan、Welby、農業総合研究所、株式会社JTOWER等[19]。
- 2018年
  - 4月2日 - 不動産子会社・日本郵政不動産株式会社を設立[20]。
  - 5月25日 - 日ロ経済協力の一環としてロシア郵便と包括協定を締結[21]。
- 2019年
  - 5月13日 - かんぽの宿11カ所の営業終了を発表。日本郵政は不採算事業の見直しを進めており、残り42施設も存廃を含めて検討している[22][23]。
  - 12月20日、鈴木康雄上級副社長が総務省の鈴木茂樹事務次官から、かんぽ生命保険の不正契約問題に関する行政処分案の情報提供を受けていたことが判明した。鈴木事務次官は20日付で停職3カ月の懲戒処分を受け同日辞任。総務大臣高市早苗は日本郵政グループの役員に総務省出身者が就任していることについて、「監督官庁として公正、公平な判断ができなくなる」と述べた[24]。
- 2021年
  - 3月4日 - 郵便局ネットワークで把握した災害発生時の情報提供などで日本放送協会（NHK）と防災・減災に関する連携協定を締結[25]。
  - 3月12日 - 日本郵政・日本郵便と楽天グループは、物流、モバイル、デジタルトランスフォーメーション（DX）、金融、Eコマースの分野で資本・業務提携を行うと発表した[26]。
  - 6月11日 - 自己株式取得により財務大臣の持株比率が63.29%から60.60%に低下。
  - 7月1日 - 郵便局ネットワークとインターネットの融合や業務のデジタルトランスフォーメーションに取り組む新会社「JPデジタル」を設立[27][28]。
  - 10月-11月 - 株式売出しにより財務大臣の持株比率が60.60%から約33.3%に低下。
- 2023年6月19日 - 持続可能な物流サービスを推進していくための協業に関する基本合意をヤマト運輸と締結し、10月1日に小型薄物荷物のネコポスをクロネコゆうパケットとして、2024年2月1日 からメール便のクロネコDM便をクロネコゆうメールとして、日本郵便への配達業務の全量委託を開始[29]。
- 2024年5月15日 - アフラック生命保険（米国本社）の議決権が20%に上昇し、持分法適用会社になった[30]。

## 役員
日本郵政は指名委員会等設置会社のため、会社法の規定により代表執行役社長は指名委員会が決議して決定する。日本郵政株式会社法の規定により、総務大臣は指名委員会が瑕疵無く開催されたかどうかを審査し、瑕疵がなければ認可を行う。

## 歴代社長
| 代           | 氏名         | 氏名         | 就任日         | 退任日         | 前職                                                                                 | 出身校               |
| 日本郵政社長 | 日本郵政社長 | 日本郵政社長 | 日本郵政社長   | 日本郵政社長   | 日本郵政社長                                                                         | 日本郵政社長         |
| ------------ | ------------ | ------------ | -------------- | -------------- | ------------------------------------------------------------------------------------ | -------------------- |
| 1            |              | 西川善文     | 2006年1月23日  | 2009年10月28日 | 三井住友フィナンシャルグループ社長、日本郵政公社総裁                                 | 大阪大学法学部       |
| 2            |              | 斎藤次郎     | 2009年10月28日 | 2012年12月19日 | 大蔵事務次官、東京金融取引所社長                                                     | 東京大学法学部       |
| 3            |              | 坂篤郎       | 2012年12月20日 | 2013年6月20日  | 内閣府審議官、内閣官房副長官補、日本損害保険協会副会長                               | 東京大学法学部       |
| 4            |              | 西室泰三     | 2013年6月20日  | 2016年3月31日  | 東芝社長、東京証券取引所会長                                                         | 慶應義塾大学経済学部 |
| 5            |              | 長門正貢     | 2016年4月1日   | 2020年1月5日   | みずほコーポレート銀行常務、富士重工業副社長、シティバンク銀行会長、ゆうちょ銀行社長 | 一橋大学社会学部     |
| 6            |              | 増田寛也     | 2020年1月6日   | 2025年6月24日  | 岩手県知事、総務大臣、東京大学大学院公共政策学連携研究部客員教授                     | 東京大学法学部       |
| 7            |              | 根岸一行     | 2025年6月25日  | （現職）       | 日本郵便常務執行役員                                                                 | 東京大学経済学部     |

## 日本郵政グループ

日本郵政グループのロゴ

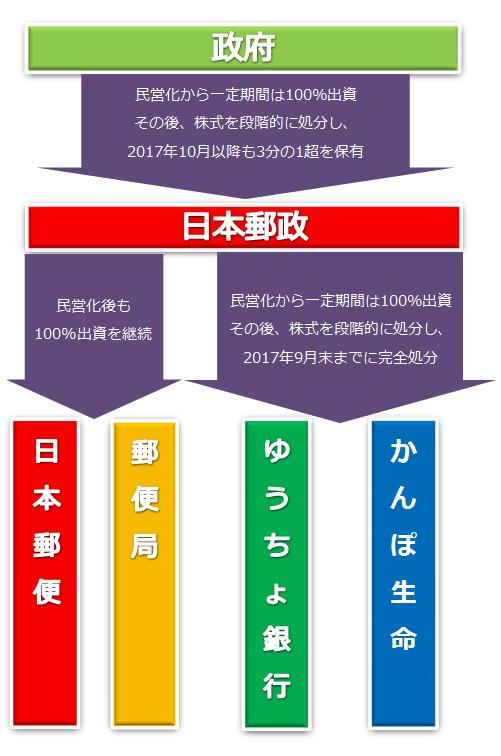
日本郵政グループの経営形態

日本郵政公社から事業を引き継ぐにあたり、日本郵政と傘下の事業会社3社を「日本郵政グループ」と位置づけ、公社時代の「真っ向サービス」に代わるスローガン「あたらしい ふつうをつくる。」を制定し、共通のシンボルマークとロゴタイプを使用することでグループの一体感を持たせている。
図と表に示されているように、当初は2017年9月30日までにゆうちょ銀行と、かんぽ生命保険の株式を全て売却（完全民営化）、グループから切り離した上で、純粋に窓口業務・郵便・物流事業のみを行うグループとなる計画であった。それ以降も両社の窓口・渉外業務は業務委託契約により郵便局が担当する予定。しかし政権交代による郵政民営化見直しで、郵便事業株式会社は郵便局株式会社に吸収合併され日本郵便株式会社となり、傘下の事業会社は3社になるとともに、ゆうちょ銀行とかんぽ生命の株式売却については、2社の経営状況及びユニバーサルサービス確保への影響を勘案するとし、具体的な期限は廃止された。
郵政省・郵政公社時代からスポーツ活動は行ってこなかったが、2014年4月に女子陸上部（日本郵政グループ女子陸上部）を創設。2016年には創設3年目にして全日本実業団対抗女子駅伝競走大会初優勝を果たしている。

### 子会社
- 日本郵便株式会社
  - 日本郵便輸送株式会社 - 日本郵便の完全子会社（元日本郵便逓送・日本高速物流）
    - 東京米油株式会社 - 日本郵便輸送の子会社

  - トール・ホールディングス - 完全子会社。オーストラリアの国際輸送物流会社
  - JPロジスティクスグループ株式会社 - 日本郵便の完全子会社。元は日本郵便とトール社との合弁会社
    - JPロジスティクス株式会社 - JPロジスティクスグループ子会社（日本郵便の孫会社・元トール社の子会社）
    - JPライネックス南海パーセル株式会社 - JPロジスティクスグループ子会社

  - JP楽天ロジスティクス株式会社 - 日本郵便（50.1%出資）と楽天グループ（同49.9%）の合弁会社
  - JPビズメール株式会社 - 子会社。旧・日本郵政公社と三菱UFJ信託銀行の合弁会社
  - 株式会社郵便局物販サービス - 完全子会社
    - JP東京特選会株式会社 - 郵便局物販サービス（出資比率：51%）とピー・パートナーズ（同49%）の合弁会社

  - 日本郵便オフィスサポート株式会社 - 子会社
  - 株式会社JPメディアダイレクト - 子会社（出資比率:51％）・電通（電通グループ:同34％・電通プロモーションプラス:15％）の関連会社
    - YDM株式会社 - JPメディアダイレクトの完全子会社。元はヤマトホールディングスの完全子会社

  - JPコミュニケーションズ株式会社 - 完全子会社
  - 日本郵便メンテナンス株式会社 - 完全子会社。元は日本郵便輸送の子会社
  - JP損保サービス株式会社 - 日本郵便(資本:70%)の子会社
  - 日本郵政インフォメーションテクノロジー株式会社 - 日本郵便（資本:67%）および日本郵政（33%）の子会社
    - JPシステム開発株式会社 - 日本郵政インフォメーションテクノロジー（51%）および日本郵便（49%）の子会社

  - JWT株式会社 - 日本郵便の子会社
    - トナミホールディングス株式会社
      - トナミ運輸株式会社

  - リンベル株式会社- 日本郵政の持分法適用関連会社
  - セゾン投信株式会社 - クレディセゾン（60%出資）と日本郵便（同40%）の関連会社
  - 株式会社ジェイエイフーズおおいた - 日本郵便の関連会社
  - 株式会社ゆうゆうギフト - 日本郵便グループ
- 株式会社ゆうちょ銀行
  - ゆうちょローンセンター株式会社 - 連結子会社
  - JPインベストメント株式会社 - 連結子会社
  - ゆうちょキャピタルパートナーズ株式会社 - 連結子会社
  - JP投信株式会社 - 関連会社
  - 日本ATMビジネスサービス株式会社 - 持分法適用関連会社・SocioFutureのグループ会社
- 株式会社かんぽ生命保険
  - かんぽシステムソリューションズ株式会社 - 完全子会社
- 日本郵政不動産株式会社（2018年4月設立）[35]
  - JPビルマネジメント株式会社 - 完全子会社。元は日本郵便の子会社
  - JPプロパティーズ株式会社 - 日本郵政不動産（51%出資）と日本郵船（49%出資）の合弁会社
- 日本郵政キャピタル株式会社[36]
- ゆうせいチャレンジド株式会社（特例子会社）
- 日本郵政コーポレートサービス株式会社
  - JPツーウェイコンタクト株式会社 - 連結子会社
- 日本郵政建築株式会社（2024年4月設立）[37]
- 株式会社JPデジタル - 日本郵政（90%出資）・かんぽ生命保険（10%出資）の子会社
- Aflac Incorporated[30] - 業務提携

### 主要子会社トップ
2023年6月時点
| カラー | 傘下企業               | 英文通称     | 代表取締役社長兼執行役員社長 または取締役兼代表執行役社長 |
| ------ | ---------------------- | ------------ | --------------------------------------------------------- |
| 赤     | 日本郵便株式会社       | JP POST      | 千田哲也                                                  |
| 緑     | 株式会社ゆうちょ銀行   | JP BANK      | 笠間貴之                                                  |
| 青     | 株式会社かんぽ生命保険 | JP INSURANCE | 谷垣邦夫                                                  |

## 関連施設
旧日本郵政公社は事業別に以下の関連施設を有していたが、これらについては各事業会社ではなく日本郵政が一括して事業を引き継いでいる。この際に元々は愛称だった右側の名称が正式名称となっている。
- 簡易保険保養センター・簡易保険加入者ホーム（簡易保険加入者向け宿泊施設）→かんぽの宿
- 郵便貯金会館（郵便貯金の普及・宣伝活動施設）→メルパルク
- 郵便貯金地域文化活動支援施設（郵便貯金の普及・宣伝活動施設）→メルパルク（元々は「ぱ・る・るプラザ」の愛称だった）

これらの事業承継後、日本郵政は旅館業法に基づき各都道府県知事の許可を受け、一般のホテル・旅館等として営業を引き継いだ。ただし、公社時代末期に不採算施設を中心とした閉鎖・売却が進められ、残された施設のみを引き継いだ。民営化から5年後を目処に、再び閉鎖・売却の検討をすることが求められており、メルパルクについては2008年10月1日付けで運営がワタベウェディング傘下の株式会社メルパルクに譲渡されている。2018年度には、グループの不動産事業を専門的に行う子会社として、日本郵政不動産株式会社が設立され、メルパルクの物件が同社に承継された。かんぽの宿については、事業継承後とりわけ採算の取れない施設や東日本大震災などの影響で一時休館となった施設を中心に徐々に閉鎖・売却が進められ、2021年10月1日時点で営業中だった33施設のうち29施設をマイステイズ・ホテル・マネジメントに売却すると発表。残る施設も個別売却が進み、2023年1月時点で最後に残った1施設も同月末を以って営業が終了し、日本郵政所有の宿泊施設はすべて姿を消した。なお、2009年に起きたかんぽの宿の売却に絡む問題ついては「かんぽの宿#2009年の一括売却検討」参照。
加えて、全国14箇所に設置していた「逓信病院」は日本郵政グループの企業立病院として運営されていたが、2022年10月までに経営移管や閉鎖によって東京逓信病院のみになっている。また逓信総合博物館（2013年に閉鎖）についても日本郵政が東日本電信電話（NTT東日本）と共同で運営していた。

### 他の医療法人に経営移管または閉鎖した逓信病院
- 札幌（南）逓信病院 - 2017年（平成29年）に晴生会さっぽろ南病院に改称。
- 仙台逓信病院 - 2015年（平成27年）にイムス明理会仙台総合病院に改称。
- 横浜逓信病院 - 2017年（平成29年）に済生会東神奈川リハビリテーション病院に改称。
- 新潟逓信病院 - 2015年（平成27年）に新潟万代病院に改称。
- 富山逓信病院 - 2019年（平成31年）に富山市立富山まちなか病院に改称。
- 名古屋逓信病院 - 2019年（平成31年）にAOI名古屋病院に改称。
- 京都逓信病院 - 2022年（令和4年）に京都新町病院に改称。
- 大阪北逓信病院 - 2016年（平成28年）に閉鎖。
- 神戸逓信病院 - 2015年（平成27年）に神戸平成病院に改称。
- 広島逓信病院 - 2022年（令和4年）に広島はくしま病院に改称。
- 徳島逓信病院 - 2017年（平成27年）に徳島平成病院に改称。
- 福岡逓信病院 - 2019年（平成31年）に福岡中央病院に改称。
- 鹿児島逓信病院 - 2018年（平成28年）に国立病院機構鹿児島医療センターと機能統合して閉鎖。

## グループ各社本社、支社・支店

### 本社

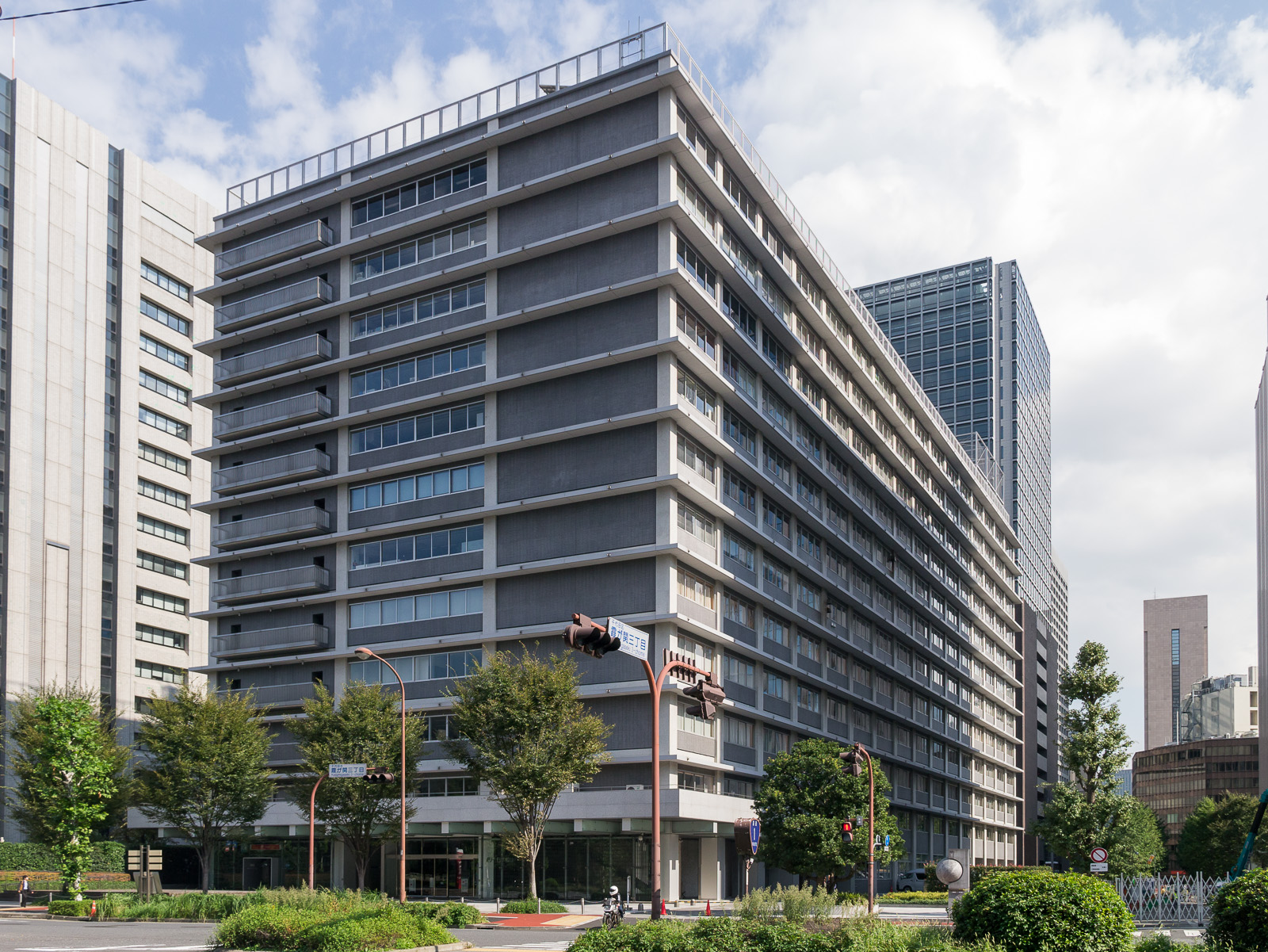
旧日本郵政ビル（旧郵政省本省庁舎、旧郵政事業庁本庁庁舎、旧日本郵政公社本社社屋、旧日本郵政株式会社本社社屋）

旧公社本社社屋については日本郵政株式会社が所有し、「日本郵政ビル」と名称を改め、2018年までグループ各社の本社が入居していた。

### 支社・支店（統括支店）

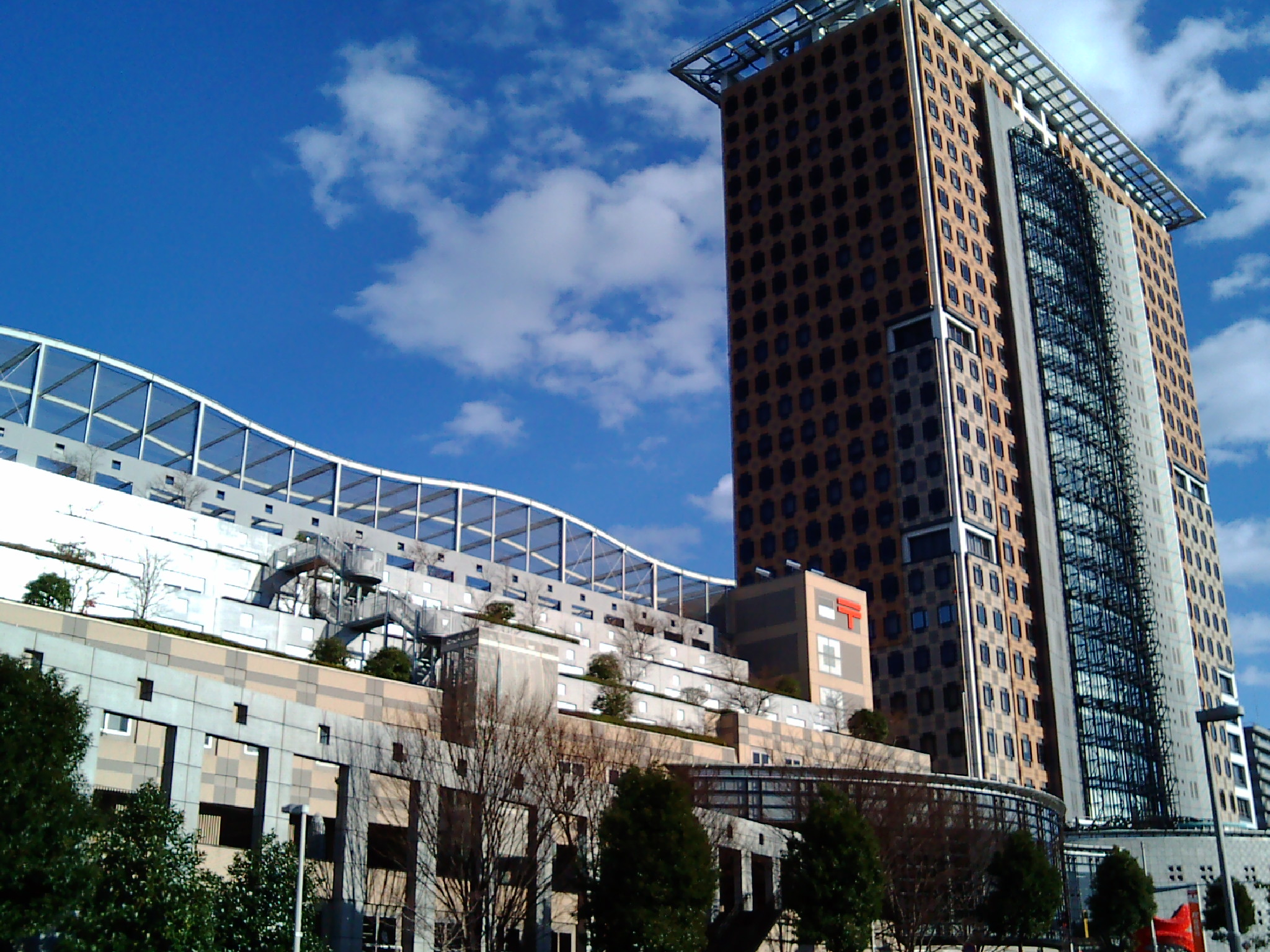
右側の建物は、さいたま市中央区新都心の日本郵政グループさいたまビル（旧さいたま新都心郵政庁舎）。2000年春に、千代田区大手町に所在した関東郵政局、港区麻布台に所在した関東郵政監察局、台東区蔵前に所在した東京貯金事務センターを集約・移転。民営化後は日本郵政株式会社の関東支社をはじめとする事務所が入居している。左側の建物は郵便事業さいたま新都心支店（6階建て）・さいたま新都心郵便局（2階の一部分）。

旧公社支社のうち、関東・南関東を除く11箇所の支社社屋については日本郵便単独で、関東支社・東京貯金事務センター社屋については日本郵便とゆうちょ銀行が共同で承継・所有し、「日本郵政グループ○○ビル」（○○は所在する都市名）と名称を改め、引き続きグループ各社の支社・エリア本部等の組織が入居している。
| 旧公社支社社屋                                           | 日本郵政グループ社屋                                             | グループ各社組織入居状況 | グループ各社組織入居状況                                   | グループ各社組織入居状況    | グループ各社組織入居状況                                                                                      |
| 旧公社支社社屋                                           | 日本郵政グループ社屋                                             | 日本郵便 | ゆうちょ銀行                                               | かんぽ生命保険              | 日本郵政/その他組織 ※その他組織は（ ）にて表示                                                                |
| -------------------------------------------------------- | ---------------------------------------------------------------- | --- | ---------------------------------------------------------- | --------------------------- | --- |
| 北海道支社                                               | 日本郵政グループ札幌ビル                                         | 北海道支社 札幌監査室 札幌共通事務集約センター 北海道庁赤れんが前郵便局                                                                           | 北海道エリア本部 道央パートナーセンター 札幌支店           |                             | 北海道施設センター 日本郵政コーポレートサービス札幌支社                                                       |
| 東北支社                                                 | 日本郵政グループ仙台ビル                                         | 東北支社 宮城監査室 仙台共通事務集約センター 仙台東二番丁郵便局                                                                                   | 東北エリア本部 宮城パートナーセンター                      | 東北エリア本部 仙台支店     | 東北施設センター 東北郵政健康管理センター 日本郵政コーポレートサービス仙台支社 郵便局物販サービス東北事業本部 |
| 関東支社 東京貯金事務センター （さいたま新都心郵政庁舎） | 日本郵政グループさいたまビル                                     | 関東支社 埼玉監査室 さいたま共通事務集約センター ※さいたま新都心郵便局が隣接                                                                      | 関東エリア本部 埼玉パートナーセンター 東京貯金事務センター | 関東エリア本部 さいたま支店 | 首都圏郵政健康管理センター埼玉分室 （日本郵政共済組合共済センター）                                           |
| 東京支社                                                 | ニッテイビル東陽（日本郵政グループ飯倉ビルより仮移転を経て移転） | 東京支社 （監査部は本社へ移転。 東京共通事務集約センターは 落合郵便局内に移転（〒161-8797）。 麻布台ヒルズ郵便局は東京都港区麻布台1-7-3に移転。） | 東京エリア本部                                             |                             | JPコミュニケーションズ（株）本社                                                                              |
| 信越支社                                                 | 日本郵政グループ長野ビル                                         | 信越支社 長野監査室 長野共通事務集約センター 長野栗田郵便局                                                                                       | 信越エリア本部 長野パートナーセンター                      | 信越エリア本部 長野支店     | 首都圏郵政健康管理センター長野分室                                                                            |
| 北陸支社                                                 | 日本郵政グループ金沢ビル                                         | 北陸支社 石川監査室 金沢共通事務集約センター 金沢近江町郵便局                                                                                     | 北陸エリア本部 石川パートナーセンター                      | 北陸エリア本部 金沢支店     | 北陸郵政健康管理センター                                                                                      |
| 東海支社                                                 | JPタワー名古屋（日本郵政グループ名古屋ビルより移転）             | 東海支社 愛知監査室 名古屋共通事務集約センター 名古屋中央郵便局                                                                                   | 東海エリア本部                                             | 東海エリア本部 名古屋支店   | 中部施設センター                                                                                              |
| 近畿支社                                                 | 日本郵政グループ大阪ビル                                         | 近畿支社 大阪監査室 大阪共通事務集約センター 北浜東郵便局                                                                                         | 近畿エリア本部                                             | 近畿エリア本部 大阪支店     | 近畿施設センター                                                                                              |
| 中国支社                                                 | 日本郵政グループ広島ビル                                         | 中国支社 広島監査室 広島共通事務集約センター 広島白島郵便局                                                                                       | 中国エリア本部 広島パートナーセンター                      | 中国エリア本部 広島支店     | 中・四国施設センター                                                                                          |
| 四国支社                                                 | 日本郵政グループ松山ビル                                         | 四国支社 愛媛監査室 松山共通事務集約センター 松山宮田郵便局                                                                                       | 四国エリア本部 愛媛パートナーセンター                      | 四国エリア本部 松山支店     | 中四国郵政健康管理センター松山分室 （総務省四国総合通信局）                                                   |
| 九州支社                                                 | 日本郵政グループ熊本ビル                                         | 九州支社 熊本監査室 熊本共通事務集約センター 熊本城東郵便局                                                                                       | 九州エリア本部 熊本パートナーセンター 熊本支店             | 九州エリア本部 熊本支店     | 九州郵政健康管理センター熊本分室 九州施設センター                                                             |
| 沖縄支社                                                 | 日本郵政グループ那覇ビル                                         | 沖縄支社 沖縄監査室 那覇共通事務集約センター 東町郵便局                                                                                           | 沖縄エリア本部                                             |                             | |

※東京支社があった飯倉ビルは再開発工事のため2019年に解体された。以下は過去の状況。
| 旧公社支社社屋          | 日本郵政グループ社屋     | グループ各社組織入居状況                                        | グループ各社組織入居状況 | グループ各社組織入居状況 | グループ各社組織入居状況                       |
| 旧公社支社社屋          | 日本郵政グループ社屋     | 日本郵便                                                        | ゆうちょ銀行             | かんぽ生命保険           | 日本郵政/その他組織 ※その他組織は（ ）にて表示 |
| ----------------------- | ------------------------ | --------------------------------------------------------------- | ------------------------ | ------------------------ | ---------------------------------------------- |
| 東京支社 （旧飯倉分館） | 日本郵政グループ飯倉ビル | 本社監査部 東京支社 東京共通事務集約センター 麻布台ヒルズ郵便局 | 東京エリア本部           |                          |                                                |

- 旧・郵便事業株式会社及び旧・郵便局株式会社の2社統合により発足した日本郵便の各支社すべてが、施設所有者として引き続き入居している。また、旧・郵便局株式会社から引き継いだ監査室のうち、連絡・統括機能を有する監査室（旧公社監査本部に相当）についても、東京を除く11箇所がすべて引き続き入居している（東京監査室は日本郵政蔵前ビルに入居）。
- ゆうちょ銀行のエリア本部（旧・公社支社貯金事業部に相当）についても、東京エリア本部を除く11箇所が入居している。民営・分社化当初は、仙台支店、名古屋支店及び広島支店の3支店が、旧公社支社社屋から支店を設置する郵便局の局舎へ移転したが、旧公社支社に相当するエリア本部制の導入に伴い、順次再移転している。
- かんぽ生命保険のエリア本部・旧統括支店（旧公社支社保険事業部に相当）についても、ほとんどが入居している。ただし、一部の統括支店（札幌支店及び那覇支店）については、民営・分社化直前に旧公社支社社屋から他の部内施設へ移転する形で設置された。併せて、東京都の統括支店である麻布支店についても、近隣の民間ビルへ移転した。
- 日本郵政の直轄組織である「施設センター」（公社時は「ネットワークセンター」、民営分社化後は「ファシリティセンター」）についても引き続き、首都圏を除く6箇所（札幌、仙台、名古屋、大阪、広島及び熊本）の各ビルに入居している（首都圏施設センターは民間ビルに入居）。
- 総務省の地方支分部局である総合通信局が松山ビルに入居している。なお、かつては那覇ビルに沖縄総合通信事務所が同居していたが、2012年（平成24年）7月1日にカフーナ旭橋へ移転した。

なお、旧公社南関東支社については自社物件ではなく民間施設（賃貸ビル）に入居していたが、郵便事業会社南関東支社及びゆうちょ銀行横浜店（統括機能；現・南関東エリア本部）が引き続き当該施設に残り、郵便局会社南関東支社は横浜桜木郵便局に、かんぽ生命保険横浜支店は横浜港郵便局にそれぞれ設置された。その後郵便事業会社南関東支社は横浜中央郵便局、ゆうちょ銀行横浜店統括機能は別の民間施設にそれぞれ移転している。

## グループ共通事務受託
郵便局における給与、歳入・歳出、契約及び切手等の人事・会計にかかる共通事務について、旧郵政省当時は事務処理の機械化推進の過程で全国233局の普通郵便局（指定局）にて処理していたが、平成に入ってからは「共通事務新処理方式」を導入、11箇所の「共通事務センター」（下表のとおり旧地方郵政局ごとに1箇所の郵便局に設置）及び沖縄郵政管理事務所の計12箇所への事務処理集中を数年度に渡って展開、その後組織が郵政事業庁・日本郵政公社と変遷しても概ねこの方式を継続してきた。
| 地方郵政局   | 共通事務センター設置郵便局         |
| ------------ | ---------------------------------- |
| 北海道郵政局 | 札幌中央郵便局                     |
| 東北郵政局   | 仙台中央郵便局                     |
| 関東郵政局   | 川越西郵便局（後に横浜中央郵便局） |
| 東京郵政局   | 東京中央郵便局                     |
| 信越郵政局   | 長野中央郵便局                     |
| 北陸郵政局   | 金沢中央郵便局                     |
| 東海郵政局   | 名古屋中郵便局                     |
| 近畿郵政局   | 大阪中央郵便局                     |
| 中国郵政局   | 広島東郵便局                       |
| 四国郵政局   | 松山中央郵便局                     |
| 九州郵政局   | 熊本中央郵便局                     |

なお、切手に関しては、郵政事業庁当時に「ロジスティクスシステム」の導入・展開により、全国4箇所（北海道、東日本、西日本及び九州）の物流センターへの更なる事務処理集中が進み、2007年10月の民営化時点でもこの方式を継続している。
そして、2007年10月の民営化を機に、熊本県熊本市の旧熊本貯金事務センター庁舎に「人事・経理集約センター」を設置（2012年11月1日、本社総務・人事部に置かれた「熊本管理事務所」に改組）、これまで全国12箇所にて分散処理してきた人事・経理関連事務を、グループ各社からの受託により全国1箇所にて集中処理（集約化）している。
ただし、全国1箇所の集中処理になじまない共通事務については、グループ各社ごとに次のとおり拠点を設けて分散処理する方式が残された。
- 日本郵便 - 全国64箇所の統括支店
- ゆうちょ銀行 - 全国13箇所の統括店（本店、各支店及び横浜店）
- かんぽ生命保険 - 全国13箇所の統括支店

## 提供番組
など。

### CMソング
- 『手紙 〜拝啓 十五の君へ〜』（歌：アンジェラ・アキ） - 2008年10月より使用。
- 『涙そうそう』（歌：夏川りみ） - 民営化による各社発足告知を含めて共通使用されたイメージソング。会社PRCMで使用。
- 『フルサト』（歌：槇原敬之） - 郵便事業（日本郵便）の企業イメージCMに起用。2010年11月20日より放映していた。

## 各年度業績
第1期は2006年1月23日から同年3月31日までである。（単位：億円）
| 決算期    | 営業収益 | 営業利益 | 経常利益 | 法人税等 | 純利益 |
| --------- | -------- | -------- | -------- | -------- | ------ |
| 2006年3月 | 未計上   | △3.82    | 1.94     | 0.86     | 1.09   |
| 2007年3月 | 未計上   | △43.72   | 3.86     | 3.97     | △0.12  |
| 2008年3月 | 1,329    | 343      | 378      | △54      | 425    |
| 2009年3月 | 3,030    | 1,071    | 1,099    | △20      | 1,090  |
| 2010年3月 | 3,170    | 1,443    | 1,471    | △11      | 1,453  |
| 2011年3月 | 3,058    | 1,407    | 1,434    | △139     | 1,536  |
| 2012年3月 | 2,876    | 1,332    | 1,357    | △186     | 1,514  |